# Chris Evans (animateur)
Pour les articles homonymes, voir Chris Evans et Evans.
Christopher James « Chris » Evans, né le 1er avril 1966 à Warrington, Cheshire, est un présentateur, homme d'affaires, producteur de radio et de télévision britannique.
Il est connu pour avoir présenté l'émission The Big Breakfast sur la chaîne de télévision Channel 4.
Le 17 juin 2015, la BBC annonce que Chris Evans sera un des nouveaux présentateur de Top Gear, en remplacement notamment de Jeremy Clarkson. En juin 2016, et malgré la signature d'un contrat de 3 ans, l'animateur annonce son retrait de l'émission.
En 2018, il anime l'émission Breakfast Show sur la station de radio BBC Radio 2.